# Craig Mabbitt
Craig Edward Mabbitt (Glendale, Arizona, 9 de Abril de 1987) é um cantor e compositor americano. Atualmente é o vocalista da banda de rock Escape the Fate e ex-vocalista das bandas Blessthefall e The Word Alive. Ele também formou uma banda nova de projeto paralelo chamada The Dead Rabbitts.

## Carreira musical

### Blessthefall (2003–2008)
Com Blessthefall, Craig Mabbitt lançou dois EPs e um álbum completo. Seu primeiro álbum se chama His Last Walk, lançado em 10 de Abril de 2007. Ele produziu quatro singles: "Higinia", "Guys Like You Make Us Look Bad", "A Message to the Unknown" e "Rise Up". "Rise Up" foi lançado depois que Craig deixou a banda, e ele não aparece no vídeo.
Enquanto estava no meio de uma turnê europeia de 2007 com Silverstein e The Vincent Black Shadow, Mabbitt deixou a banda porque sua namorada estava muito doente e ele sentiu que estava perdendo a infância de sua filha recêm nascida, e também pelo seu alcoolismo. Mais tarde  estava pronto para voltar para a banda, mas a banda sentiu que seria melhor seguir em frente sem ele. Mabbitt foi informado da sua decisão via AIM pelo guitarrista do Blessthefall, Eric Lambert. Mabbitt, desde então, comentou que deixar o Blessthefall foi uma das decisões mais difíceis da sua vida. Mabbitt foi substituído em 25 de Setembro de 2008 pelo atual vocalista Beau Bokan, o ex-vocalista e formador da banda Take the Crown que lançou um álbum pela Rise Records em 2008 antes de acabar. Mabbitt declarou em várias entrevistas que ele foi forçado a assinar sobre todos os seus direitos das suas gravações do Blessthefall, para entrar no Escape the Fate e assinar com a gravadora Epitaph Records. Mabbitt ainda é amigo dos membros do Blessthefall, e também do vocalista Beau Bokan.

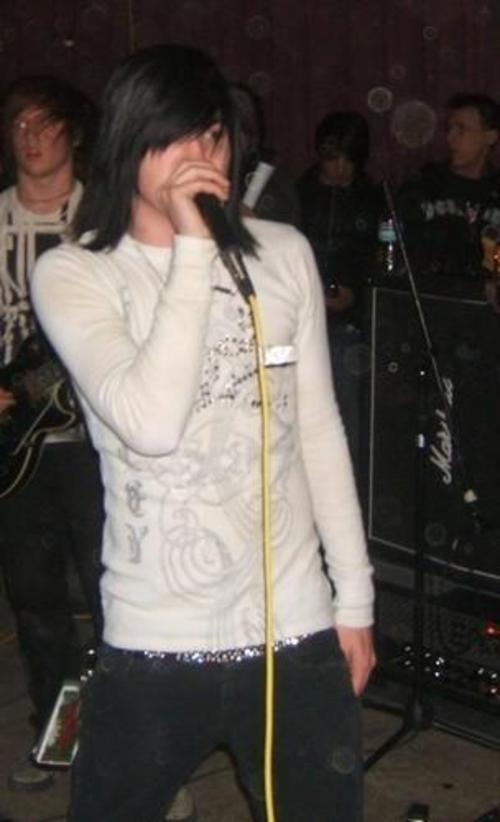
Craig como vocalista do Blessthefall em 2007.

Mabbitt afirmou durante o Podcast AP que o Blessthefall pediu-lhe para voltar para a banda, depois de terem falhado em encontrar um vocalista substituto, um dia depois que ele tinha acabado de gravar o seu primeiro álbum com o Escape Fate, This War Is Ours. Ele recusou, mas uma semana depois, eles encontraram Beau Bokan, o ex-vocalista da banda Take the Crown. Blessthefall, desde então, gravou três álbums de estúdio Witness, Awakening e Hollow Bodies com Bokan.

### The Word Alive (2008)
Mabbitt também formou a banda de metalcore The Word Alive depois de ter deixado o Blessthefall em 2008. A banda chegou até a gravar um EP intitulado The Word Alive EP mas nunca foi lançado oficialmente, e em 26 de Novembro de 2008, foi decidido que a banda iria procurar um novo vocalista, a banda disse aos fãs que fizeram a decisão de substituir Mabbitt devido a complicações com sua outra banda Escape the Fate. The Word Alive era originalmente um projeto paralelo de Mabbitt enquanto estava no Escape the Fate. A banda cresceu longe deste plano, eles não tinham vontade de ter a banda ativa somente quando Mabbitt estivesse com a banda, e também porque a disponibilidade de Mabbitt cresceu cada vez mais para seu interesse no Escape the Fate.
No dia seguinte Mabbitt foi chutado da banda, ele postou uma mensagem para seus fãs através de sua conta no MySpace dizendo,

"Sair da banda não foi minha decisão o "The Word Alive" praticamente me substituíram enquanto eu estava viajando em turnê, devido ao fato de que eles queriam fazer uma turnê e não podiam esperar até que eu estivesse disponível, eu comecei a banda com esses caras e eu estou muito magoado com a forma como eles substituíram-me enquanto eu estava em turnê ... é besteira."

O novo vocalista do The Word Alive é Tyler "Telle" Smith, ex-baixista do Greeley Estates e ex-vocalista e tecladista do In Fear And Faith. Desde então, o The Word Alive lançou um EP intitulado, Empire e dois álbums completos, intitulados Deceiver, e Life Cycles e estão em turnê pelos Estados Unidos. Da mesma forma com a sua situação com o Blessthefall, Mabbitt e os membros do The Word Alive continuam grandes amigos.

### Escape the Fate (2008–atualmente)
Após o vocalista Ronnie Radke ser condenado a dois anos de prisão por posse de drogas e estar envolvido em uma luta que levou a morte de um jovem chamado Michael Cook, o Escape the Fate foi em uma busca de um novo vocalista. Radke viria a ser enviado para a prisão de High Desert State Prison por violar sua liberdade condicional. A banda centrou-se em Mabbitt, que estava à procura de uma nova banda após a sua saída do Blessthefall. Mabbitt participou da  turnê "Black on Black" como vocalista substituto para o Escape the Fate e junto com Blessthefall. Depois de vários shows Craig se tornou o vocalista oficial e eles entraram em estúdio para gravar seu segundo álbum This War Is Ours com o produtor John Feldmann, que foi lançado em 21 de Outubro de 2008.
O segundo álbum da banda com Mabbitt Escape the Fate, foi lançado em 2 de Novembro de 2010 e se tornou o álbum mais vendido da banda até à data, vendendo mais de 18.000 cópias em sua semana de estréia.
Em Dezembro de 2011, a banda anunciou que tinham re-entrado em estúdio para trabalhar em seu quarto álbum de estúdio que está previsto para ser lançado no início da primavera de 2013. Após um anúncio feito para uma turnê na América do Sul, eles anunciaram que iriam começar a gravar seu próximo álbum em fevereiro, após terminar de gravar, Mabbitt irá trabalhar em seu trabalho solo. O álbum será o primeiro sem o baixista Max Green, que deixou a banda no final de 2011 por questões de drogas. Também será o primeiro com o novo baixista Tj Bell, e também com  o guitarrista Michael  Money.

### Dead Rabbitts
No final de Dezembro, Mabbitt anunciou que estava trabalhando em um novo projeto, juntamente com um novo do álbum do Escape The Fate. Ele revelou que uma única música seria lançada em Fevereiro de 2012, e o álbum será produzido por Caleb Shomo da banda Attack Attack! e vai ser uma reminiscência das músicas que ele gravou quando estava no Blessthefall e The Word Alive. Mabbitt se prepara para lançar seu primeiro álbum solo dia 9 de Abril, afirmando que "existe melhor dia para lançar o meu álbum do que em meu aniversário?" No Facebook, Mabbitt anunciou que se a sua página oficial do Facebook chegasse a 50.000 curtir, ele iria lançar uma música nova. Em seu Twitter, ele revelou que está trabalhando em uma música intitulada "Are You Still On Drugs", que pode estar relacionada com uma música intitulada "Are You On Drugs", que ele gravou quando estava no The Word Alive.
Quando a página obteve cerca de 49.500 curtir, ele revelou o título e a letra da música, intitulada "Edge of Reality". "Edge of Reality" foi lançado no momento em que a página chegou a 50.000 curtir.
Mabbitt postou uma atualização de status em sua página no Facebook, informando que se a página alçancasse até 75.000 curtir, ele lançaria outra música nova para os fãs de seu próximo álbum solo. Ele também revelou uma parte da letra da música seguinte. Juntamente com este anúncio, ele revelou um próximo vídeo para a música "Edge of Reality". Em 30 de Março, ele anunciou o nome do EP intitulado Edge of Reality sob o nome da banda The Dead Rabbitts. Em 9 de Abril, o álbum planejado não foi lançado no aniversário de Mabbitt como esperado, então em vez disso, ele lançou uma nova música no YouTube, intitulada "World of Disaster", juntamente com a versão final de "Edge of Reality" no Youtube, e "Edge of Reality - Single" no iTunes também.
The Dead Rabbitts planeja fazer uma turnê por algumas datas e cidades selecionadas. Craig também anunciou que planeja lançar o "Edge of Reality EP" uma vez que a porcentagem alvo for alcançada 100%, o que significa que as pré-encomendas do EP serão disponíveis apenas para download digital ou também para cópias digitais.
Craig anunciou que planeja lançar o Edge of Reality EP em 19 de Outubro de 2012. Craig tem transmitido uma nova faixa só para as pessoas que comprarão, chamada "Nuthin But a Reject". Outra nova faixa foi lançada online por Craig intitulada "Make Me Believe It", com Caleb Shomo do Attack Attack!. Em 3 de Outubro, a porcentagem alvo foi atingida 100%, e Craig lançou outra faixa intitulada "Sleep The Night Away" online.

## Discografia

### ComBlessthefall
Álbuns de estúdio
| Ano  | Detalhes do álbum                                                                                               | Posição nas paradas | Posição nas paradas | Posição nas paradas | Posição nas paradas | Posição nas paradas | Posição nas paradas |
| Ano  | Detalhes do álbum                                                                                               | US                  | US Alt              | US Heat             | US Hard Rock        | US Indie            | US Rock             |
| ---- | --- | ------------------- | ------------------- | ------------------- | ------------------- | ------------------- | ------------------- |
| 2007 | His Last Walk - Lançado: 10 de Abril de 2007 - Gravadora: Ferret Music, Science - Formato: CD, download digital | —                   | —                   | 32                  | —                   | —                   | —                   |

EPs
| Ano  | Detalhes do álbun                                                                                          |
| ---- | --- |
| 2005 | Black Rose Dying - Lançado: 2005 - Gravadora: Independente - Formato: Download digital                     |
| 2006 | Blessthefall - Lançado: 21 de Novembro de 2006 - Gravadora: Record Collection - Formato: CD                |
| 2007 | Black on Black Tour - Lançado: 11 de Setembro de 2007 - Gravadora: Science - Formato: CD, download digital |

### ComThe Word Alive
EPs
| Ano  | Detalhes do ábum                                                                            |
| ---- | ------------------------------------------------------------------------------------------- |
| 2008 | The Word Alive - Lançado: não lançado - Gravadora: Independente - Formato: download digital |

### ComEscape the Fate
Álbuns de estúdio
| Ano  | Detalhes do álbum                                                            | Posição nas paradas | Posição nas paradas | Posição nas paradas | Posição nas paradas |
| Ano  | Detalhes do álbum                                                            | US                  | US Ind.             | AUS                 | UK                  |
| ---- | ---------------------------------------------------------------------------- | ------------------- | ------------------- | ------------------- | ------------------- |
| 2008 | This War Is Ours - Lançado: 21 de Outubro de 2008 - Gravadora: Epitaph       | 35                  | 2                   | 33                  | —                   |
| 2010 | Escape the Fate - Lançado: 2 de Novembro de 2010 - Gravadora: DGC/Interscope | 25                  | 3                   | 58                  | 145                 |
| 2013 | Ungrateful - Lançado: 14 de Maio de 2013 - Gravadora: Eleven Seven Music     | —                   | —                   | —                   | —                   |

### ComDead Rabbitts
EPs
| Ano  | Álbum detalhes                                                             |
| ---- | -------------------------------------------------------------------------- |
| 2012 | Edge of Reality - Lançado: 19 de Outubro de 2012 - Gravadora: Independente |

## Colaborações
| Year | Música                           | Contribuição     | Artista          | Álbum               |
| ---- | -------------------------------- | ---------------- | ---------------- | ------------------- |
| 2009 | "Deadly Weapons"                 | Vocal            | Eyes Set To Kill | The World Outside   |
| 2009 | "All That I'm About"             | Vocal            | Caleb Shomo      | Não lançado         |
| 2010 | "Jealousy Breeds Killing Sprees" | Produção/vocal   | Greeley Estates  | No Rain, No Rainbow |
| 2010 | "I Shot the Maid"                | Produção/vocal   | Greeley Estates  | No Rain, No Rainbow |
| 2010 | "Ignore The End"                 | Compositor/vocal | Kisses for Kings | Forget To Remember  |
| 2011 | "Sarcasm"                        | Vocal            | Get Scared       | Best Kind of Mess   |
| 2017 | "Statism"                        | Vocal            | BackWordz        | Veracity            |